# Rhein-Lahn (Kirchenbezirk)
Der Bezirk Rhein-Lahn war einer der elf Bezirke des Bistums Limburg. Der Bezirk lag vollständig im rheinland-pfälzischen Teil des Bistums und umfasste den westlichen Teil des Rhein-Lahn-Kreises, somit die Stadt Lahnstein, die Verbandsgemeinden Bad Ems-Nassau (mit Ausnahme der Gemeinden Pohl und Lollschied) Loreley, Nastätten (mit Ausnahme der Gemeinde Obertiefenbach) und der Gemeinde Bremberg.
An die Stelle der Bezirke traten zum 1. Mai 2024 die Regionen.

## St. Martin (Lahnstein)
- St. Martin, Oberlahnstein
- St. Barbara (Niederlahnstein), Niederlahnstein
- Heilig Geist, Braubach

## St. Martin (Bad Ems, Nassau)
- St. Martin, Bad Ems
- St. Bonifatius, Nassau
- St. Katharina, Nievern
- St. Anna, Seelbach
- Singhofen
- St. Trinitatis, Weinähr
- St. Willibrord, Winden
- Kloster Arnstein

## Heilige Elisabeth von Schönau
- St. Nikolaus, Kamp-Bornhofen
- St. Martin, Osterspai
- St. Margaretha, Filsen
- St. Georg, Kestert
- Johannes der Täufer, St. Goarshausen
- St. Martin, St. Goarshausen-Wellmich
- St. Nikolaus, Kaub
- St. Jakobus der Ältere, Dahlheim
- St. Peter und Paul, Nastätten
- St. Florin, Schönau
- Marien-Wallfahrtskirche Kloster Bornhofen des Franziskanerordens